# Organokřemíkové sloučeniny

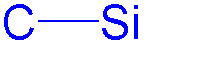
v těchto sloučeninách je křemík vázán na uhlík

Organokřemíkové sloučeniny jsou organické sloučeniny obsahující vazbu křemík-uhlík. Jedná se zejména o deriváty silanů a silikony.

## Příklady
- Trimethylsilan
- Triethylsilan
- Dimethyldichlorsilan
- Polymethylhydrosiloxan